# Fiamignano
Fiamignano là một đô thị ở tỉnh Rieti trong vùng Latium, có khoảng cách khoảng 70 km về phía đông bắc của Roma và cách khoảng 25 km southvề phía đông của Rieti. Tại thời điểm ngày 31 tháng 12 năm 2004, đô thị này có dân số 1.579 người và diện tích là 100,8 km².
Fiamignano giáp các đô thị: Antrodoco, Borgo Velino, Pescorocchiano, Petrella Salto, Scoppito, Tornimparte.